# Michael Rosenbaum
Michael Owen Rosenbaum (Oceanside, 11 luglio 1972) è un attore statunitense.
È conosciuto principalmente per il suo ruolo di Lex Luthor nella serie Smallville.

## Biografia
Nato ad Oceanside (New York) è cresciuto a Newburgh, nell'Indiana, figlio di genitori divorziati. Al Liceo eccelleva nei corsi di teatro; ha conseguito il diploma presso la Castle High School (Newburgh, Indiana) e la laurea in Comunicazione alla Western Kentucky University nel 1995. Da giovane ha interpretato dei ruoli principali in produzioni scolastiche come The Heidi Chronicles; d'estate invece recitava nei teatri regionali.
La sua carriera di attore inizia nel 1997 con una parte (il Diavolo) nel film The Devil & the Angel. Nel 1998 fa parte del film Urban Legend con il personaggio Parker. Nel 2000 è uno dei protagonisti della pellicola Eyeball Eddie e di 24 episodi della serie Zoe, Duncan, Jack & Jane. Nel 2001 fa parte del film Sweet November - Dolce novembre. Ha raggiunto una grande notorietà interpretando Lex Luthor nella serie tv statunitense Smallville iniziata nel settembre 2001. Uscito dal cast fisso del telefilm alla fine della settima stagione, l'attore è tornato come guest star nell'ultimo episodio della serie, a maggio 2011.
In più occasioni ha lavorato in qualità di doppiatore, come ad esempio nella serie animata per la televisione Batman of the Future (2000), in Justice League, nella quale ha doppiato il personaggio Flash e anche in videogiochi. Michael vive a Los Angeles. Quando non lavora, fa parte di una lega di hockey sul ghiaccio, uno sport che pratica sin da bambino. È un sostenitore della squadra New York Rangers.
Nel 2005 ha preso parte al film horror di Wes Craven Cursed - Il maleficio. Nel 2007 uscì la commedia per il cinema Kickin it Old Skool dove Rosenbaum interpretò Kip Unger. Nell'agosto 2022 annuncia il suo ritorno come Martinex nel film Guardiani della Galassia Vol. 3 attraverso un tweet.

## Filmografia

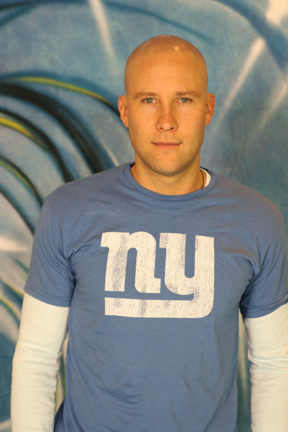
Michael Rosenbaum nel 2006

### Attore

#### Cinema
- Mezzanotte nel giardino del bene e del male (Midnight in the Garden of Good and Evil), regia di Clint Eastwood (1997)
- 1999, regia di Nick Davis (1998)
- Urban Legend, regia di Jamie Blanks (1998)
- Sweet November - Dolce novembre (Sweet November), regia di Pat O' Connor (2001)
- Sorority Boys, regia di Wallace Wolodarsky (2002)
- Poolhall Junkies, regia di Mars Callahan (2002)
- Un ciclone in casa (Bringing Down the House), regia di Adam Shankman (2003)
- Cursed - Il maleficio (Cursed), regia di Wes Craven (2005) - non accreditato
- Kickin It Old Skool, regia di Harvey Glazer (2007)
- Professione inventore (Father of Invention), regia di Trent Cooper (2010)
- Fudgy Wudgy Fudge Face (Father of Invention), regia di Harland Williams (2010)
- Brother's Justice, regia di David Palmer (2010)
- Catch .44, regia di Aaron Harvey (2011)
- Hit and Run, regia di David Palmer e Dax Shepard (2012)
- Back in the Day, regia di Michael Rosenbaum (2014)
- Guardiani della Galassia Vol. 2 (Guardians of the Galaxy Vol. 2), regia di James Gunn (2017)
- The Neighbor, regia di Aaron Harvey (2018)
- Guardiani della Galassia Vol. 3 (Guardians of the Galaxy Vol. 3), regia di James Gunn (2023)

#### Televisione
- Zoe, Duncan, Jack & Jane - serie TV, 26 episodi (1999-2000)
- C'è sempre il sole a Philadelphia (It's Always Sunny in Philadelphia) - serie TV, episodio 1x05 (2005)
- Smallville - serie TV, 155 episodi (2001-2011) Lex Luthor/Alexander
- Breaking In - serie TV, 8 episodi (2011-2012)
- Impastor - serie TV, 12 episodi (2015-2016)

### Regista
- Fade Into You (2011) - cortometraggio
- Ghild (2012) - cortometraggio
- Back in the Day (2014)
- Visitant (2014) - cortometraggio

### Doppiatore
- Agente West in The Zeta Project
- Ruffshodd in Striscia, una zebra alla riscossa
- Akira Nishikiyama in Yakuza
- Drago in Le avventure di Jackie Chan
- Wally West e altri in Justice League
- Tanis Mezzelfo in Dragonlance: Dragons of Autumn Twilight

## Doppiatori italiani
Nelle versioni in italiano delle opere in cui ha recitato, Michael Rosenbaum è stato doppiato da:
- Emiliano Coltorti in Smallville, Catch .44
- Fabrizio Russotto in Guardiani della Galassia Vol. 2, Guardiani della Galassia Vol. 3
- Massimo De Ambrosis in Urban Legend
- Massimiliano Alto in Sonority Boys
- Alessandro Quarta in Un ciclone in casa
- Marco Baroni in Cursed - Il maleficio
- Francesco Venditti in Zoe, Duncan, Jack & Jane
- Massimo Bitossi in Breaking In
- Tony Sansone in C'è sempre il sole a Philadelphia